# Монтгомери (Илиноис)
Монтгомери (енгл. Montgomery) град је у америчкој савезној држави Илиноис.

## Демографија
По попису из 2010. године број становника је 18.438, што је 12.967 (237,0%) становника више него 2000. године.
| Група             | 2000.         | 2010.          |
| Белци             | 4.452 (81,4%) | 11.119 (60,3%) |
| Афроамериканци    | 165 (3,0%)    | 1.539 (8,3%)   |
| Азијати           | 44 (0,8%)     | 588 (3,2%)     |
| Хиспаноамериканци | 741 (13,5%)   | 4.923 (26,7%)  |
| Укупно            | 5.471         | 18.438         |